# Норвегія на зимових Паралімпійських іграх 2018
Норвегія на XII зимових Паралімпійських іграх, які проходили у 2018 році у південнокорейському Пхьончхані, була представлена 35 спортсменами у всіх видах спорту (1 спортсмен у гірськолижному спорті, 17 — у следж-хокеї, 6 — у лижних перегонах і біатлоні, 5 — у керлінгу на візках та 1 у сноубордингу). Норвезькі атлети завоювали 8 медалей — 1 золоту, 3 срібних та 4 бронзових. Збірна Норвегії зайняла неофіційне 14 загальнокомандне залікове місце.

## Медалісти
| Медаль | Призери                                                                          | Вид спорту          | Дисципліна                                            |
| ------ | -------------------------------------------------------------------------------- | ------------------- | ----------------------------------------------------- |
| Золото | Єспер Педерсен                                                                   | Гірськолижний спорт | Чоловіки: гігантський слалом, сидячи                  |
| Срібло | Вільде Нільсен                                                                   | Лижні перегони      | Жінки: спринт 1,5 км, стоячи                          |
| Срібло | Нільс-Ерік Ульсет Гокон Олсруд Ерік Бюе                                          | Лижні перегони      | Відкрита естафета                                     |
| Срібло | Руне Лорентсен Йостейн Стордаль Оле Фредрік Сюверсен Сіссель Лехен Рікке Іверсен | Керлінг на візках   | Змішані змагання                                      |
| Бронза | Нільс-Ерік Ульсет                                                                | Біатлон             | Чоловіки: 15 км, стоячи                               |
| Бронза | Єспер Педерсен                                                                   | Гірськолижний спорт | Чоловіки: суперкомбінація, сидячи                     |
| Бронза | Гокон Олсруд                                                                     | Лижні перегони      | Чоловіки: 20 км, стоячи                               |
| Бронза | Ейрік Бюе ведучий — Арвід Нельсон                                                | Лижні перегони      | Чоловіки: спринт вільним стилем 1,5 км, з вадами зору |

## Гірськолижний спорт
Чоловіки
| Спортсмен      | Дисципліна                 | Спуск 1 | Спуск 1 | Спуск 2 | Спуск 2 | Разом   | Разом |
| Спортсмен      | Дисципліна                 | Час     | Місце   | Час     | Місце   | Час     | Місце |
| -------------- | -------------------------- | ------- | ------- | ------- | ------- | ------- | ----- |
| Єспер Педерсен | швидкісний спуск, сидячи   | Н/Д     | Н/Д     | Н/Д     | Н/Д     | 1.26,82 | 6.    |
| Єспер Педерсен | слалом, сидячи             |         |         |         |         |         |       |
| Єспер Педерсен | супергігант, сидячи        | Н/Д     | Н/Д     | Н/Д     | Н/Д     | 1.27,10 | 4.    |
| Єспер Педерсен | гігантський слалом, сидячи | 1.07,48 | 2       | 1:05,97 | 1       | 2.13,45 | 1     |
| Єспер Педерсен | комбінація, сидячи         | 1.24,72 | 1       | 49,02   | 5       | 2.13,74 | 3     |

## Керлінг на візках
Підсумкова таблиця
| Команда                                                                          | Дисципліна | Груповий турнір    | Груповий турнір    | Груповий турнір    | Груповий турнір                       | Груповий турнір    | Груповий турнір    | Груповий турнір    | Груповий турнір    | Груповий турнір    | Груповий турнір    | Груповий турнір    | Груповий турнір | Тайбрейк           | Півфінал           | Фінал              | Фінал |
| Команда                                                                          | Дисципліна | Суперник Результат | Суперник Результат | Суперник Результат | Суперник Результат                    | Суперник Результат | Суперник Результат | Суперник Результат | Суперник Результат | Суперник Результат | Суперник Результат | Суперник Результат | Місце           | Суперник Результат | Суперник Результат | Суперник Результат | Місце |
| -------------------------------------------------------------------------------- | ---------- | ------------------ | ------------------ | ------------------ | ------------------------------------- | ------------------ | ------------------ | ------------------ | ------------------ | ------------------ | ------------------ | ------------------ | --------------- | ------------------ | ------------------ | ------------------ | ----- |
| Руне Лорентсен Йостейн Стордаль Оле Фредрік Сюверсен Сіссель Лехен Рікке Іверсен | Змішаний   | GBR L 2–5          | CAN L 1–10         | CHN L 1–10         | Незалежні паралімпійські атлети W 6–2 | SUI W 6–3          | SWE L 4–5          | GER W 8–6          | KOR W 9–2          | FIN W 6–4          | USA W 5–4          | SVK W 7–6          | 4 Q             | Н/Д                | KOR W 8–6          | CHN L 5–6          | 2     |

### Груповий турнір
Турнірна таблиця
| Key | Key                            |
| --- | ------------------------------ |
|     | Команди, що увійшли в плей-офф |

| Поз. | Країна                          | Скіп                 | В | П | ВЕ | ПЕ |
| ---- | ------------------------------- | -------------------- | - | - | -- | -- |
| 1    | Південна Корея                  | Сео Сун-Сок          | 9 | 2 | 65 | 51 |
| 2    | Канада                          | Марк Ідесон          | 9 | 2 | 74 | 45 |
| 3    | Китай                           | Ванг Гайтао          | 9 | 2 | 85 | 42 |
| 4    | Норвегія                        | Руне Лорентсен       | 7 | 4 | 55 | 57 |
| 5    | Незалежні паралімпійські атлети | Констянтин Курохтін  | 5 | 6 | 61 | 63 |
| 6    | Швейцарія                       | Фелікс Вагнер        | 5 | 6 | 56 | 63 |
| 7    | Велика Британія                 | Айлін Нейльсон       | 5 | 6 | 57 | 53 |
| 8    | Німеччина                       | Христіан Пуціх       | 5 | 6 | 57 | 68 |
| 9    | Словаччина                      | Радослав Джурич      | 4 | 7 | 62 | 72 |
| 10   | Швеція                          | Вілйо Петерссон Даль | 4 | 7 | 47 | 66 |
| 11   | Фінляндія                       | Сарі Кар'ялайнен     | 2 | 9 | 53 | 87 |
| 12   | США                             | Кірк Блек            | 2 | 9 | 58 | 63 |

Зіграні поєдинки
Сесія 1
субота, 10 березня, 14:35
| Майданчик A                | 1 | 2 | 3 | 4 | 5 | 6 | 7 | 8 | Загалом |
| Норвегія (Лорентсен)       | 1 | 0 | 0 | 0 | 0 | 1 | 0 | 0 | 2       |
| Велика Британія (Нейльсон) | 0 | 1 | 0 | 2 | 0 | 0 | 1 | 1 | 5       |

Сесія 2
субота, 10 березня, 19:35
| Майданчик D          | 1 | 2 | 3 | 4 | 5 | 6 | 7 | 8 | Загалом |
| Канада (Ідесон)      | 0 | 2 | 2 | 1 | 1 | 4 | X | X | 10      |
| Норвегія (Лорентсен) | 1 | 0 | 0 | 0 | 0 | 0 | X | X | 1       |

Сесія 4
неділя, 11 березня, 14:35
| Майданчик B          | 1 | 2 | 3 | 4 | 5 | 6 | 7 | 8 | Загалом |
| Норвегія (Лорентсен) | 0 | 1 | 0 | 0 | 0 | 0 | X | X | 1       |
| Китай (Ванг)         | 2 | 0 | 2 | 2 | 2 | 2 | X | X | 10      |

Сесія 6
понеділок, 12 березня, 09:35
| Майданчик C                                | 1 | 2 | 3 | 4 | 5 | 6 | 7 | 8 | Загалом |
| Норвегія (Стордаль)                        | 1 | 1 | 0 | 1 | 1 | 2 | 0 | X | 6       |
| Незалежні паралімпійські атлети (Курохтін) | 0 | 0 | 1 | 0 | 0 | 0 | 1 | X | 2       |

Сесія 8
понеділок, 12 березня, 19:35
| Майданчик A         | 1 | 2 | 3 | 4 | 5 | 6 | 7 | 8 | Загалом |
| Швейцарія (Вагнер)  | 0 | 0 | 1 | 0 | 1 | 0 | 1 | 0 | 3       |
| Норвегія (Стордаль) | 1 | 1 | 0 | 2 | 0 | 1 | 0 | 1 | 6       |

Сесія 9
вівторок, 13 березня, 09:35
| Майданчик B             | 1 | 2 | 3 | 4 | 5 | 6 | 7 | 8 | Загалом |
| Норвегія (Стордаль)     | 1 | 0 | 1 | 0 | 1 | 0 | 1 | 0 | 4       |
| Швеція (Петерссон Даль) | 0 | 3 | 0 | 1 | 0 | 1 | 0 | 0 | 5       |

Сесія 11
вівторок, 13 березня, 19:35
| Майданчик D         | 1 | 2 | 3 | 4 | 5 | 6 | 7 | 8 | Загалом |
| Німеччина (Путціх)  | 2 | 0 | 2 | 2 | 0 | 0 | 0 | 0 | 6       |
| Норвегія (Стордаль) | 0 | 2 | 0 | 0 | 2 | 1 | 1 | 2 | 8       |

Сесія 13
середа, 14 березня, 14:35
| Майданчик B          | 1 | 2 | 3 | 4 | 5 | 6 | 7 | 8 | Загалом |
| Південна Корея (Сео) | 0 | 2 | 0 | 0 | 0 | 0 | X | X | 2       |
| Норвегія (Лорентсен) | 2 | 0 | 0 | 2 | 1 | 4 | X | X | 9       |

Сесія 14
середа, 14 березня, 19:35
| Майданчик D             | 1 | 2 | 3 | 4 | 5 | 6 | 7 | 8 | Загалом |
| Норвегія (Лорентсен)    | 2 | 2 | 0 | 1 | 0 | 1 | 0 | X | 6       |
| Фінляндія (Кар'ялайнен) | 0 | 0 | 1 | 0 | 1 | 0 | 2 | X | 4       |

Сесія 15
четвер, 15 березня, 09:35
| Майданчик C          | 1 | 2 | 3 | 4 | 5 | 6 | 7 | 8 | Загалом |
| США (Блек)           | 0 | 1 | 1 | 0 | 0 | 2 | 0 | 0 | 4       |
| Норвегія (Лорентсен) | 1 | 0 | 0 | 2 | 1 | 0 | 0 | 1 | 5       |

Сесія 16
четвер, 15 березня, 14:35
| Майданчик A          | 1 | 2 | 3 | 4 | 5 | 6 | 7 | 8 | 9 | Загалом |
| Норвегія (Лорентсен) | 1 | 0 | 1 | 0 | 1 | 0 | 1 | 2 | 1 | 7       |
| Словаччина (Джурич)  | 0 | 2 | 0 | 3 | 0 | 1 | 0 | 0 | 0 | 6       |

### Півфінал
п'ятниця, 16 березня, 15:35
| Майданчик C          | 1 | 2 | 3 | 4 | 5 | 6 | 7 | 8 | 9 | Загалом |
| Південна Корея (Сео) | 0 | 2 | 0 | 2 | 0 | 0 | 0 | 2 | 0 | 6       |
| Норвегія (Лорентсен) | 1 | 0 | 3 | 0 | 0 | 0 | 2 | 0 | 2 | 8       |

### Фінал
субота, 17 березня, 14:35
| Майданчик B          | 1 | 2 | 3 | 4 | 5 | 6 | 7 | 8 | 9 | Загалом |
| Китай (Ванг)         | 2 | 0 | 0 | 1 | 0 | 0 | 2 | 0 | 1 | 6       |
| Норвегія (Лорентсен) | 0 | 1 | 2 | 0 | 0 | 1 | 0 | 1 | 0 | 5       |

## Лижні перегони
Чоловіки
| Спортсмен                         | Дисципліна | Клас          | Фінал   | Фінал             | Фінал       | Фінал |
| Спортсмен                         | Дисципліна | Клас          | Час     | Розрахунковий час | Відставання | Місце |
| --------------------------------- | ---------- | ------------- | ------- | ----------------- | ----------- | ----- |
| Ейрік Бюе ведучий — Арвід Нельсон | 10 км      | з вадами зору | 26.04,5 | 26.04,5           | +2.46,7     | 7     |
| Ейрік Бюе ведучий — Арвід Нельсон | 20 км      | з вадами зору | 53.18,2 | 53.18,2           | +7.15,8     | 8     |

Жінки
| Спортсмен        | Дисципліна | Клас   | Фінал   | Фінал             | Фінал       | Фінал |
| Спортсмен        | Дисципліна | Клас   | Час     | Розрахунковий час | Відставання | Місце |
| ---------------- | ---------- | ------ | ------- | ----------------- | ----------- | ----- |
| Біргіт Скарстейн | 5 км       | сидячи | 19.38,6 | 18.27,9           | +1.45,9     | 7     |
| Біргіт Скарстейн | 12 км      | сидячи | DNF     | DNF               | DNF         | DNF   |
| Вільде Нільсен   | 7,5 км     | сидячи | 23.31,0 | 22.34,6           | +22,4       | 5     |

Естафети
| Спортсмени                                                               | Дисципліна        | Фінал   | Фінал       | Фінал |
| Спортсмени                                                               | Дисципліна        | Час     | Відставання | Місце |
| ------------------------------------------------------------------------ | ----------------- | ------- | ----------- | ----- |
| Трюгве Стейнар Ларсен Йоганнес Біркелунд Біргіт Скарстейн Вільде Нільсен | Змішана естафета  | 27.01,4 | +2.29,5     | 8     |
| Нільс-Ерік Ульсет Гокон Олсруд Ерік Бюе                                  | Відкрита естафета | 23.09,1 | +22,5       | 2     |

## Следж-хокей
Склад команди
| Спортсмен                    | Позиція  | Номер | Клуб                    | ref |
| ---------------------------- | -------- | ----- | ----------------------- | --- |
| Торстейн Онекре              | нападник |       | Mjøsa Pikes             |     |
| Томас Авдал                  | захисник |       | VIF Para Ishockey       |     |
| Аудун Бакке                  | нападник |       | VIF Para Ishockey       |     |
| Магнус Бегле                 | нападник |       | IL Kråkene Kjelkehockey |     |
| Кіссінджер Денг              | воротар  |       | VIF Para Ishockey       |     |
| Ескіл Гаген                  | захисник |       | VIF Para Ishockey       |     |
| Мартін Гамре                 | нападник |       | VIF Para Ishockey       |     |
| К'єль Христіан Гамар         | воротар  |       | VIF Para Ishockey       |     |
| Ян Рогер Клакегг             | захисник |       | Bergen Parahockeyklubb  |     |
| Кнут Андре Нордстога         | захисник |       | VIF Para Ishockey       |     |
| Рольф Ейнар Педерсен         | захисник |       | VIF Para Ishockey       |     |
| Тор Рівера                   | нападник |       | IL Kråkene Kjelkehockey |     |
| Лена Шредер                  | нападник | 26    | VIF Para Ishockey       |     |
| Еміль Сергейм                | нападник |       | RIHK Kjelkehockey       |     |
| Ллойд Ремі Палландер Солберг | нападник |       | VIF Para Ishockey       |     |
| Еміль Ватне                  | нападник |       | Nærbø IL                |     |
| Мортен Вернес                | нападник |       | VIF Para Ishockey       |     |
| Ола Бюе Ейсет                | нападник |       | VIF Para Ishockey       |     |

Підсумкова таблиця
Ключі:
- OT — Овертайм
- GWS — Овертайм з пенальті

| Команда         | Груповий райнд     | Груповий райнд     | Груповий райнд     | Груповий райнд | Поєдинок за 5-8 місце | Поєдинок за 7 місце | Поєдинок за 7 місце |
| Команда         | Суперник Результат | Суперник Результат | Суперник Результат | Місце          | Суперник Результат    | Суперник Результат  | Місце               |
| --------------- | ------------------ | ------------------ | ------------------ | -------------- | --------------------- | ------------------- | ------------------- |
| Збірна Норвегії | Італія L 2–3 GWS   | Канада L 0–8       | Швеція W 3–1       | 3              | Японія W 6–1          | Чехія W 5–2         | 5                   |

### Груповий турнір
Турнірна таблиця
| Поз | Команда  | М | В | ВО | ПО | П | ГЗ | ГП | Різ | О | Кваліфікація          |
| --- | -------- | - | - | -- | -- | - | -- | -- | --- | - | --------------------- |
| 1   | Канада   | 3 | 3 | 0  | 0  | 0 | 35 | 0  | +35 | 9 | Півфінали             |
| 2   | Італія   | 3 | 1 | 1  | 0  | 1 | 5  | 12 | −7  | 5 | Півфінали             |
| 3   | Норвегія | 3 | 1 | 0  | 1  | 1 | 5  | 12 | −7  | 4 | Поєдинки за 5-8 місце |
| 4   | Швеція   | 3 | 0 | 0  | 0  | 3 | 1  | 22 | −21 | 0 | Поєдинки за 5-8 місце |

Поєдинки
| 10 березня 2018 12:00 | Норвегія | 2–3 GWS (0–0, 1–1, 1–1) (OT 0–0) (SO: 0–1) | Італія | Хокейний центр Каннин 5,543 глядачів |

| звіт                                                                         | звіт                  | звіт                                               | звіт            | звіт                                                                |
| ---------------------------------------------------------------------------- | --------------------- | -------------------------------------------------- | --------------- | ------------------------------------------------------------------- |
|                                                                              |                       |                                                    |                 |                                                                     |
|                                                                              | Kjell Christian Hamar | Воротарі                                           | Gabriele Araudo | суддя: Kevin Webinger Лінійні Судді: Chae Young-jin David Nothegger |
|                                                                              | голи:                 |                                                    |                 | суддя: Kevin Webinger Лінійні Судді: Chae Young-jin David Nothegger |
| Værnes (Nordstoga, Hamre) (PP) — 26:32 / Bakke (Nordstoga, Pedersen) — 42:25 | 0–1 / 1–1 / 1–2 / 2–2 | 16:02 — Kalegaris (Leperdi) / 33:19 — Rosa (Larch) |                 | суддя: Kevin Webinger Лінійні Судді: Chae Young-jin David Nothegger |
|                                                                              |                       |                                                    |                 | суддя: Kevin Webinger Лінійні Судді: Chae Young-jin David Nothegger |
|                                                                              |                       |                                                    |                 | суддя: Kevin Webinger Лінійні Судді: Chae Young-jin David Nothegger |
|                                                                              |                       |                                                    |                 | суддя: Kevin Webinger Лінійні Судді: Chae Young-jin David Nothegger |
| 6 хв                                                                         | Штраф                 | 4 хв                                               |                 | суддя: Kevin Webinger Лінійні Судді: Chae Young-jin David Nothegger |
|                                                                              |                       |                                                    |                 |                                                                     |
|                                                                              | 12                    | кидки                                              | 18              |                                                                     |

| 12 березня 2018 15:30 | Канада | 8–0 (2–0, 3–0, 3–0) | Норвегія | Хокейний центр Каннин 5,886 глядачів |

| звіт | звіт                                          | звіт     | звіт                  | звіт                                                                  |
| --- | --------------------------------------------- | -------- | --------------------- | --------------------------------------------------------------------- |
| |                                               |          |                       |                                                                       |
| | Dominic Larocque                              | Воротарі | Kjell Christian Hamar | суддя: Kristijan Nikolic Лінійні Судді: Chae Young-jin Andreas Lundén |
| | голи:                                         |          |                       | суддя: Kristijan Nikolic Лінійні Судді: Chae Young-jin Andreas Lundén |
| Bridges (Dixon, Arsenault) — 02:33 / Armstrong (Cozzolino, Bowden) — 08:47 / Hickey (PP) — 26:50 / Bowden (Armstrong) — 27:54 / Armstrong (Dunn) — 28:49 / Bridges (Hickey, Arsenault) — 33:59 / Westlake (McGregor) (PP) — 37:21 / McGregor (Cozzolino) (SH) — 41:51 | 1–0 / 2–0 / 3–0 / 4–0 / 5–0 / 6–0 / 7–0 / 8–0 |          |                       | суддя: Kristijan Nikolic Лінійні Судді: Chae Young-jin Andreas Lundén |
| |                                               |          |                       | суддя: Kristijan Nikolic Лінійні Судді: Chae Young-jin Andreas Lundén |
| |                                               |          |                       | суддя: Kristijan Nikolic Лінійні Судді: Chae Young-jin Andreas Lundén |
| |                                               |          |                       | суддя: Kristijan Nikolic Лінійні Судді: Chae Young-jin Andreas Lundén |
| 8 хв | Штраф                                         | 8 хв     |                       | суддя: Kristijan Nikolic Лінійні Судді: Chae Young-jin Andreas Lundén |
| |                                               |          |                       |                                                                       |
| | 27                                            | кидки    | 5                     |                                                                       |

| 15:30 | Норвегія | 3–1 (1–0, 1–0, 1–1) | Швеція | Хокейний центр Каннин 6,059 глядачів |

| звіт                                                                                           | звіт                  | звіт                                   | звіт        | звіт                                                            |
| ---------------------------------------------------------------------------------------------- | --------------------- | -------------------------------------- | ----------- | --------------------------------------------------------------- |
|                                                                                                |                       |                                        |             |                                                                 |
|                                                                                                | Kissinger Deng        | Воротарі                               | Ulf Nilsson | суддя: Sotaro Yamaguchi Лінійні Судді: Chae Young-jin Jan Vaněk |
|                                                                                                | голи:                 |                                        |             | суддя: Sotaro Yamaguchi Лінійні Судді: Chae Young-jin Jan Vaněk |
| Nordstoga (Bøgle) — 13:07 / Bøgle (Hamre, Solberg) (PP) — 25:00 / Bøgle (Værnes) (ENG) — 43:45 | 1–0 / 2–0 / 2–1 / 3–1 | 31:35 — Gyllsten (Kasperi, P. Nilsson) |             | суддя: Sotaro Yamaguchi Лінійні Судді: Chae Young-jin Jan Vaněk |
|                                                                                                |                       |                                        |             | суддя: Sotaro Yamaguchi Лінійні Судді: Chae Young-jin Jan Vaněk |
|                                                                                                |                       |                                        |             | суддя: Sotaro Yamaguchi Лінійні Судді: Chae Young-jin Jan Vaněk |
|                                                                                                |                       |                                        |             | суддя: Sotaro Yamaguchi Лінійні Судді: Chae Young-jin Jan Vaněk |
| 4 хв                                                                                           | Штраф                 | 16 хв                                  |             | суддя: Sotaro Yamaguchi Лінійні Судді: Chae Young-jin Jan Vaněk |
|                                                                                                |                       |                                        |             |                                                                 |
|                                                                                                | 19                    | кидки                                  | 10          |                                                                 |

### Поєдинок за 5-8 місце
| 14 березня 2018 20:00 | Норвегія | 6–1 (2–0, 3–1, 1–0) | Японія | Хокейний центр Каннин 3,919 глядачів |

| звіт | звіт                                    | звіт                           | звіт                               | звіт                                                           |
| --- | --------------------------------------- | ------------------------------ | ---------------------------------- | -------------------------------------------------------------- |
| |                                         |                                |                                    |                                                                |
| | Kjell Christian Hamar                   | Воротарі                       | Shinobu Fukushima Kazuya Mochizuki | суддя: Johnathan Morrison Лінійні Судді: Jan Vaněk Leon Wesley |
| | голи:                                   |                                |                                    | суддя: Johnathan Morrison Лінійні Судді: Jan Vaněk Leon Wesley |
| Bakke (Øiseth) (PP) — 02:25 / Pedersen (Bøgle, Nordstoga) — 09:37 / Bøgle — 18:34 / Pedersen (Hamre) — 18:55 / Bakke (Værnes, Bøgle) — 20:02 / Pedersen (Bøgle, Nordstoga) — 35:28 | 1–0 / 2–0 / 2–1 / 3–1 / 4–1 / 5–1 / 6–1 | 18:20 — Takahashi (Horie) (SH) |                                    | суддя: Johnathan Morrison Лінійні Судді: Jan Vaněk Leon Wesley |
| |                                         |                                |                                    | суддя: Johnathan Morrison Лінійні Судді: Jan Vaněk Leon Wesley |
| |                                         |                                |                                    | суддя: Johnathan Morrison Лінійні Судді: Jan Vaněk Leon Wesley |
| |                                         |                                |                                    | суддя: Johnathan Morrison Лінійні Судді: Jan Vaněk Leon Wesley |
| 0 хв | Штраф                                   | 4 хв                           |                                    | суддя: Johnathan Morrison Лінійні Судді: Jan Vaněk Leon Wesley |
| |                                         |                                |                                    |                                                                |
| | 14                                      | кидки                          | 6                                  |                                                                |

### Поєдинок за 5 місце
| 16 березня 2018 20:00 | Норвегія | 5–2 (2–1, 1–0, 2–1) | Чехія | Хокейний центр Каннин 4,805 глядачів |

| звіт | звіт                                    | звіт                                                          | звіт          | звіт                                                         |
| --- | --------------------------------------- | ------------------------------------------------------------- | ------------- | ------------------------------------------------------------ |
| |                                         |                                                               |               |                                                              |
| | Kjell Christian Hamar                   | Воротарі                                                      | Martin Kudela | суддя: Kevin Webinger Лінійні Судді: Chae Young-jin Han Youl |
| | голи:                                   |                                                               |               | суддя: Kevin Webinger Лінійні Судді: Chae Young-jin Han Youl |
| Pedersen (Bøgle) — 00:44 / Bakke (Værnes) — 03:39 / Pedersen (PP) — 23:44 / Bakke (Værnes, Pedersen) — 40:05 / Bakke (SH, ENG) — 42:03 | 1–0 / 2–0 / 2–1 / 3–1 / 3–2 / 4–2 / 5–2 | 14:18 — Krupička (Motyčka) / 35:29 — Kubeš (Hábl, Geier) (PP) |               | суддя: Kevin Webinger Лінійні Судді: Chae Young-jin Han Youl |
| |                                         |                                                               |               | суддя: Kevin Webinger Лінійні Судді: Chae Young-jin Han Youl |
| |                                         |                                                               |               | суддя: Kevin Webinger Лінійні Судді: Chae Young-jin Han Youl |
| |                                         |                                                               |               | суддя: Kevin Webinger Лінійні Судді: Chae Young-jin Han Youl |
| 10 хв | Штраф                                   | 31 хв                                                         |               | суддя: Kevin Webinger Лінійні Судді: Chae Young-jin Han Youl |
| |                                         |                                                               |               |                                                              |
| | 12                                      | кидки                                                         | 9             |                                                              |

## Сноубординг
Слалом
| Спортсмен     | Дисципліна                | Спуск 1 | Спуск 2 | Спуск 3 | Найкращий | Місце |
| ------------- | ------------------------- | ------- | ------- | ------- | --------- | ----- |
| Крістіан Моен | слалом, SB-LL1 (чоловіки) | 1:03.39 | 59.19   | DNF     | 59.19     | 7     |

Сноуборд-крос
| Спортсмен     | Дисципліна                       | Посів   | Посів   | Посів    | Посів   | Посів     | Посів            | 1/8 фіналу | Чвертьфінал | Півфінал   | Фінал    | Фінал   |
| Спортсмен     | Дисципліна                       | Спуск 1 | Спуск 1 | Спуск 2  | Спуск 2 | Найкращий | Місце            | 1/8 фіналу | Чвертьфінал | Півфінал   | Фінал    | Фінал   |
| Спортсмен     | Дисципліна                       | Час     | Місце   | Час      | Місце   | Найкращий | Місце            | Позиція    | Позиція     | Позиція    | Position | Позиція |
| ------------- | -------------------------------- | ------- | ------- | -------- | ------- | --------- | ---------------- | ---------- | ----------- | ---------- | -------- | ------- |
| Kristian Moen | сноуборд-крос, SB-LL1 (чоловіки) | 1:15.59 | 9       | Canceled | 1:15.59 | 9 Q       | Вагнер (DEN) · L | не пройшов | не пройшов  | не пройшов | 9        |         |